# Jean-François Revel

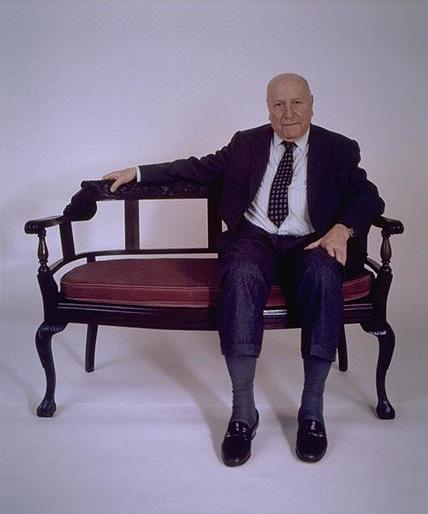
Portret van Jean-François Revel in 1999

Jean-François Revel (Marseille, 19 januari 1924 - Le Kremlin-Bicêtre bij Parijs, 30 april 2006) was een Frans filosoof, schrijver en journalist die voortdurend ten strijd trok tegen tendentieuze berichtgeving ("la mauvaise foi"). 
Tijdens de oorlog zat hij in het verzet tegen de Duitse bezetter en nam toen de schuilnaam "Revel" aan, die hij later ook als schrijversnaam zou gebruiken en uiteindelijk ook als officiële naam zou aannemen; zijn oorspronkelijke achternaam was "Ricard". 
Hij studeerde vervolgens filosofie. Na docent te zijn geweest in Algerije, Mexico, Italië en de Franse stad Rijsel, ging hij zich wijden aan de journalistiek. Hij was lange tijd directeur van het weekblad L'Express.
Aanvankelijk een socialistische overtuiging toegedaan, gaat hij zich later afzetten tegen het socialisme, dat hij als incompatibel met de vrijheid gaat beschouwen. Dit idee komt het eerst duidelijk naar voren in zijn beroemde werk "Ni Marx ni Jésus" van 1970.
In 1975 hield Jean-François Revel de Huizingalezing in de Pieterskerk in Leiden, gewijd aan het thema dat hij aan de orde zou stellen in zijn boek "De totalitaire verleiding", dat het volgende jaar zou verschijnen. Hierin hekelt hij de neiging van veel intellectuelen om te bezwijken voor utopische luchtkastelen, die tot totalitaire regeringssystemen leiden.
Hij was eerst gehuwd met de kunstschilder Yahne Le Toumelin en vervolgens met de journaliste Claude Sarraute. Zijn zoon uit zijn eerste huwelijk, Matthieu Ricard, bekeerde zich tot het boeddhisme en werd een naaste medewerker van de dalai lama Tenzin Gyatso. Vader en zoon samen hebben het boek "De monnik en de filosoof" geschreven, waarin ze een discussie houden over de essentie van de westerse wetenschappelijke methode en de boeddhistische zelfbezinning.
In zijn boek "L'obsession anti-américaine" van 2002 bekritiseerde Jean-François Revel het in Frankrijk wijdverbreide vanzelfsprekende antiamerikanisme. Mede hierom werd hij van linkerzijde wel als reactionair beschouwd. Bij anderen stond hij evenwel in hoog aanzien, hetgeen onder meer tot uitdrukking kwam in zijn benoeming, op 19 juni 1997, tot lid van de Académie française. 

## Belangrijkste werken
- Pourquoi des philosophes ? (1957)
- Pour l'Italie (1958)
- Sur Proust (1960)
- La Cabale des dévots (1962) (Ned. vert. 'De kongsie der vromen'. Amsterdam: De Arbeiderspers, 1968)
- Contrecensures (1966)
- Histoire de la philosophie occidentale, de Thalès à Kant (1969-70; 1994) (Ned. vert. 'Geschiedenis van de westerse filosofie', 2 dln. Meppel: Boom, 1971)
- Ni Marx ni Jésus  (1970) (Ned. vert. 'Marx noch Jezus / ideologie noch religie'. Baarn: Het Wereldvenster, 1971)
- Descartes inutile et incertain (1976)
- La Tentation totalitaire (1976) (Ned. vert. 'De totalitaire verleiding'. Amsterdam: De Arbeiderspers, 1977)
- La Grâce de l'État (1981)
- Comment les démocraties finissent (1983) (Ned. vert. 'Waarom de democratieën sterven'. Antwerpen: Manteau, 1984)
- Le Rejet de l'État (1984)
- Une anthologie de la poésie française (1984)
- Le Terrorisme contre la démocratie (1987)
- La Connaissance inutile (1988)
- L'Absolutisme inefficace, ou Contre le présidentialisme à la française (1992)
- Le Regain démocratique (1992)
- Le Moine et le Philosophe (i. s. m. zijn zoon Matthieu Ricard)  (1997) (Ned. vert. 'De monnik en de filosoof'. Nieuwerkerk a/d IJssel: Asoka, 1998 e.v.)
- Le Voleur dans la maison vide, Mémoires (1997)
- Fin du siècle des ombres (1999)
- La grande parade. Essai sur la survie de l'utopie socialiste (2000)
- Les Plats de saison, Journal de l'année 2000 (2001)
- L'obsession anti-américaine (2002)